# Japanese Academy Award/Bester Hauptdarsteller
Seit der ersten Verleihung 1978 werden bei den Japanese Academy Awards der beste Schauspieler in einer Hauptrolle in der Kategorie Bester Hauptdarsteller (japanisch 最優秀主演男優賞, saiyūshū shuen dan’yū shō) geehrt. Bis auf 1981 und 2004 wurden neben dem Gewinner stets vier weitere Schauspieler nominiert.
Der meistausgezeichnetste Schauspieler in dieser Kategorie ist Ken Takakura mit vier Siegen bei sechs Nominierungen. Ken Ogata und Kōji Yakusho sind mit zehn Nominierungen die am meisten nominierten Schauspieler in der Kategorie. Ogata gewann dreimal, Yakusho zweimal. Der am meisten nominierte Schauspieler ohne Auszeichnung in dieser Kategorie ist Kiyoshi Atsumi. Atsumi wurde zwischen 1978 und 1987 sechsmal nominiert, vor allem aufgrund der Otoko wa tsurai yo-Reihe.
Die Filme sind nach dem Jahr der Verleihung aufgeführt.

## Preisträger und Nominierte

### 1978–1979
| Jahr | Preisträger  | für den Film                               | Nominierungen |
| 1978 | Ken Takakura | Shiawase no kiiroi hankachi und Hakkodasan | Ryuzo Hayashi für Aus dem Leben Chikuzans Kinya Kitaoji für Hakkodasan und Arasuka monogatari Kiyoshi Atsumi für Otoko wa tsurai yo: Torajiro gambare!, Yatsu haka-mura und Otoko wa tsurai yo: Torajiro to tonosama Hiromi Gō für Totsuzen arashi no youni                       |
| 1979 | Ken Ogata    | Kichiku                                    | Tsunehiko Watase für Kōtei no inai hachigatsu Kiyoshi Atsumi für Otoko wa tsurai yo: Uwasa no torajiro und Otoko wa tsurai yo: Torajiro wagamichi wo yuku Toshiyuki Nagashima für Sādo, Mordprozess Hiroshi Ueda und Kaerazaru hibi Kinnosuke Nakamura für Im Schatten des Shogun |

### 1980–1989
| Jahr | Preisträger         | für den Film                                       | Nominierungen |
| 1980 | Tomisaburō Wakayama | Shodo satsujin: Musuko yo                          | Ken Ogata für Fukushū suruwa wareniari Kiyoshi Atsumi für Otoko wa tsurai yo: Tonderu torajiro und Otoko wa tsurai yo: Torajiro haru no yume Kenji Sawada für Taiyo o nusunda otoko Yusaku Matsuda für Yomigaeru kinrō   |
| 1981 | Ken Takakura        | Dōran und Ein ferner Schrei im Frühling            | Tsunehiko Watase für Furueru shita Kiyoshi Atsumi für Otoko wa tsurai yo: Torajiro haibisukasu no hana Katsuo Nakamura für Tempyo no iraka                                                                               |
| 1982 | Ken Takakura        | Eki Station                                        | Toshiyuki Nagashima für Enrai Ken Ogata für Hokusai manga Yutaka Mizutani für Kofuku Kiyoshi Atsumi für Otoko wa tsurai yo: Naniwa no koino torajiro und Otoko wa tsurai yo: Torajiro kamome uta                         |
| 1983 | Mitsuru Hirata      | Die Todestreppe                                    | Tetsuya Takeda für Ekisutora und Keiji monogatari Tatsuya Nakadai für Kirūin Hanako no shōgai Jinpachi Nezu für Saraba itoshiki daichi und Konoko no nanatsu no oiwai ni Kenichi Hagiwara für Yūkai hōdō                 |
| 1984 | Ken Ogata           | Die Ballade von Narayama, Yokiro und Gyoei no mure | Yoshi Kato für Furusato Tsunehiko Watase für Jidai-ya no nyobo und Namidabashi Yusaku Matsuda für Kazoku gēmu Hisaya Morishige für Shōsetsu Yoshida gakko                                                                |
| 1985 | Tsutomu Yamazaki    | Beerdigungszeremonie und Saraba hakobune           | Kinya Kitaoji für Kūkai Hiroyuki Sanada für Mahjong hōrōki, Die Legende von den acht Samurai und Irodori-gawa Koji Ishizaka für Ohan Saburō Tokitō für Umitsubame Jyo no kiseki und Chihei-sen                           |
| 1986 | Minoru Chiaki       | Hana ichimonme                                     | Kinya Kitaoji für Himatsuri, Haru no kane und Yumechiyo nikki Ken Ogata für Kai und Usugesho Kenichi Hagiwara für Koibumi, Kapone oi ni naku und Seburi monogatari Yusaku Matsuda für Sorekara                           |
| 1987 | Ken Ogata           | Kataku no hito                                     | Tatsuya Nakadai für Atami satsujin jiken Kiyoshi Atsumi für Das Mädchen im Atelier und Otoko wa tsurai yo: Shibamata yori ai wo komete Rentarō Mikuni für Ningen no yakusoku Toshiyuki Nishida für Verschollen im Schnee |
| 1988 | Tsutomu Yamazaki    | Die Steuerfahnderin und Yogisha                    | Takanori Jinnai für Chōchin Saburō Tokitō für Eien no 1/2, Shinshi dōmei und Hawaiian Dream Masahiko Tsugawa für Wakarenu riyu Ken Ogata für Zegen                                                                       |
| 1989 | Toshiyuki Nishida   | Das Blut der Seidenstraße                          | Yusaku Matsuda für Hana no ran und Arashi ga oka Morio Kazama für Ijintachi tono natsu und Hana no ran Hajime Hana für Kaisha monogatari: Memories of You Takanori Jinnai für Yakuza tosei no sutekina menmen und Kizu   |

### 1990–1999
| Jahr | Preisträger       | für den Film                                     | Nominierungen |
| 1990 | Rentarō Mikuni    | Rikyu, der Teemeister und Tsuribaka nisshi       | Ken Takakura für A un Eiji Okuda für Der Tod eines Teemeisters Ken Ogata für Shaso und Shōgun Iemitsu no ranshin – Gekitotsu Takeshi Kitano für Violent Cop                                                                 |
| 1991 | Ittoku Kishibe    | Stachel des Todes                                | Kōji Yakusho für Der weiße Wolf Hisaya Morishige für Ruten no umi Yoshio Harada für Rōnin-gai und Ware ni utsu yoi ari Hiroyuki Sanada für Tsugumi, Byōin e ikō und Rimeinzu: Utsukushiki yuusha-tachi                      |
| 1992 | Rentarō Mikuni    | Liebe braucht keine Worte und Tsuribaka nisshi 4 | Kyohei Shibata für Fukuzawa Yukichi Ken Ogata für Daiyukai und Kamitsukitai/Dorakiyura yori ai-0 Hiroki Matsukata für Don ni natta otoko und Edo-jo tairan Naoto Takenaka für Muno no hito                                  |
| 1993 | Masahiro Motoki   | Lust auf Sumo                                    | Masahiko Tsugawa für Bokuto kidan Toshiyuki Nishida für Kantsubaki und Tsuribaka nisshi 5 Yoshio Harada für Netorare Sosuke Ken Ogata für O-Roshiya-koku suimu-dan und Keisho sakazuki                                      |
| 1994 | Toshiyuki Nishida | Gakko und Tsuribaka nisshi 6                     | Rentarō Mikuni für Daibyonin und Tsuribaka nisshi 6 Tatsuo Matsumura für Madadayo Hiroyuki Sanada für Nemuranai machi – Shinjuku same und Bokura wa minna ikiteiru Toru Kazama für Waga ai no uta – Taki Rentaro monogatari |
| 1995 | Kōichi Satō       | Chushingura gaiden yotsuya kaidan                | Hidekazu Akai für 119 Masahiro Motoki für Last Song Ken Takakura für 47 Ronin Kyohei Shibata für Shudan-sasen |
| 1996 | Rentarō Mikuni    | Mitabi no kaikyō                                 | Yoshiaki Masuda für Kura Kiichi Nakai für Mākusu no yama Kichiemon Nakamura für Onihei Hankacho Atsuro Watabe für Shizukana seikatsu                                                                                        |
| 1997 | Kōji Yakusho      | Shall we dance?                                  | Toshiyuki Nishida für Gakko II Isao Hashizume für O-higara mo yoku, go-shusho sama Naoto Ogata für Waga kokoro no ginga tetsudo: Miyazawa Kenji monogatari Etsushi Toyokawa für Yatsu haka-mura                             |
| 1998 | Kōji Yakusho      | Der Aal und Shitsurakuen                         | Toshiaki Karasawa für Radio-Zeit Kyozo Nagatsuka für Setouchi munraito serenade Naoto Takenaka für Tokyo biyori Tetsuya Watari für Yukai                                                                                    |
| 1999 | Akira Emoto       | Dr. Akagi                                        | Takeshi Kitano für Hana-Bi Kōji Yakusho für Kizuna Yuji Oda für Odoru daisosasen Masahiko Tsugawa für Puraido: Unmei no toki                                                                                                |

### 2000–2009
| Jahr | Preisträger       | für den Film                    | Nominierungen |
| 2000 | Ken Takakura      | Poppoya                         | Kiichi Nakai für Fukuro no shiro Kaoru Kobayashi für Himitsu Kōji Yakusho für Kin'yū fushoku rettō: Jubaku Masahiro Motoki für Sōseiji                           |
| 2001 | Akira Terao       | Nach dem Regen                  | Tatsuya Fujiwara für Battle Royale Kōji Yakusho für Dora-heita Naoto Takenaka für Sanmon yakusha Yuji Oda für Whiteout                                           |
| 2002 | Yōsuke Kubozuka   | Go                              | Kōji Yakusho für Akai hashi no shita no nurui mizu Mansai Nomura für Onmyōji Yutaka Takenouchi für Reisei to jōnetsu no aida Satoshi Tsumabuki für Waterboys     |
| 2003 | Hiroyuki Sanada   | Samurai in der Dämmerung        | Akira Terao für Amida-do dayori Toshiyuki Nishida für Hi wa mata noboru Etsushi Toyokawa für Inochi Kōji Yakusho für Totsunyūseyo! Asama sansō jiken             |
| 2004 | Kiichi Nakai      | Der letzte Feldzug der Samurai  | Tatsuya Fujiwara für Battle Royale 2 Toshiyuki Nishida für Get Up! Yuji Oda für Odoru daisosasen the movie 2: Rainbow Bridge wo fuusa seyo!                      |
| 2005 | Akira Terao       | Hanochi                         | Takao Ōsawa für Gege Masatoshi Nagase für The Hidden Blade Kōji Yakusho für Warai no daigaku Shō Aikawa für Zebraman                                             |
| 2006 | Hidetaka Yoshioka | Always san-chōme no yūhi        | Hiroyuki Sanada für Bōkoku no īgisu Satoshi Tsumabuki für Haru no yuki Yūsuke Santamaria für Kōshōnin Mashita Masayoshi Somegoro Ichikawa für Semishigure        |
| 2007 | Ken Watanabe      | Ashita no kioku                 | Joe Odagiri für Yureru Satoshi Tsumabuki für Nada sō sō Akira Terao für Hakase no aishita sūshiki Kōji Yakusho für The Uchōten Hotel                             |
| 2008 | Hidetaka Yoshioka | Always zoku san-chōme no yūhi   | Joe Odagiri für Tōkyo Tower – Okan to boku to, tokidoki, oton Sadao Abe für Maiko haaaan!!! Ryo Kase für Soredemo boku wa yattenai Kōji Yakusho für Zō no senaka |
| 2009 | Masahiro Motoki   | Nokan – Die Kunst des Ausklangs | Ken’ichi Matsuyama für Detoroito Metaru Shiti Shin’ichi Tsutsumi für Kuraimâzu hai Kôji Yakusho für Pako to mahô no ehon Kôichi Satô für Za majikku awâ          |

### 2010–2012
| Jahr | Preisträger       | für den Film                       | Nominierungen |
| 2010 | Ken Watanabe      | Shizumanu taiyô                    | Tsurube Shôfukutei für Dear Doctor Nao Ohmori für Hagetaka: The Movie Tadanobu Asano für Tsurugidake: Ten no ki Tadanobu Asano für Viyon no tsuma                                                   |
| 2011 | Satoshi Tsumabuki | Akunin                             | Tsurube Shôfukutei für Otôto Kôji Yakusho für 13 Assassins Etsushi Toyokawa für Hisshiken torisashi Shin’ichi Tsutsumi für Kokô no mesu                                                             |
| 2012 | Yoshio Harada     | Ooshikamura soudouki               | Tomokazu Miura für Railways: Ai o tsutaerare nai otona-tachi e Yô Ôizumi für Tantei wa bar ni iru Masato Sakai für Bushi no kakeibo Kôji Yakusho für Saigo no chuushingura                          |
| 2013 | Hiroshi Abe       | Thermae Romae                      | Masato Sakai für Kagidorobō no Method Mansai Nomura für Nobō no Shiro Mirai Moriyama für Kueki Ressha Kōji Yakusho für Rengō Kantai Shirei Chōkan Yamamoto Isoroku Kōji Yakusho für Waga Haha no Ki |
| 2014 | Ryūhei Matsuda    | Fune o Amu                         | Ebizō Ichikawa für Rikyū ni Tazuneyo Isao Hashizume für Tokyo Kazoku Masaharu Fukuyama für Soshite Chichi ni Naru Ken Watanabe für Yurusarezaru Mono                                                |
| 2015 | Junichi Okada     | Eternal Zero – Flight of No Return | Hiroshi Abe für Fushigi na Misaki no Monogatari Kuranosuke Sasaki für Chōkōsoku! Sankin Koutai Kiichi Nakai für Zakurozaka no Adauchi Kōji Yakusho für Higurashi no Ki                              |
| 2016 | Kazunari Ninomiya | Haha to Kuraseba                   | Seiyō Uchino für Kainan 1890 Yō Ōizumi für Kakekomi Onna to Kakekomi Otoko Kōichi Satō für Kishūten Eki Terminal Kōji Yakusho für Nihon no Ichiban Nagai Hi                                         |